# Desperado (sång)
Desperado är en sång skriven av Glenn Frey och Don Henley och ursprungligen inspelad av countryrockgruppen Eagles till deras album Desperado från 1973. Trots att den aldrig släpptes som singel har den blivit en av de låtar som gruppen förknippas allra starkast med och den har funnits med på flera samlingsalbum, däribland det bästsäljande Their Greatest Hits (1971-1975). Liveversioner finns med på Eagles Live (1980) och Hell Freezes Over (1994).
Låten sjungs i originalversionen av Don Henley, ackompanjerad av Glenn Frey på piano. Efter hand fylls det även på med stråkar, trummor och körsång. I texten tilltalas titelkaraktären och ombeds att ändra sitt sätt att leva och återvända hem, eftersom de saker han gör så småningom kommer att skada honom. Detta kan tolkas som en vädjan till en laglös att sluta med sina kriminella aktiviteter, men paralleller har även dragits till livet som rockstjärna, med en livsstil baserad på sex och droger. Låten får en fortsättning på albumets avslutningsspår, "Doolin-Dalton/Desperado (Reprise)".
Coverversioner på låten har gjorts av bland andra Johnny Cash, Lynn Anderson, Linda Ronstadt och Kenny Rogers. Redan 1978 inspelade Nils Börge Gårdh en sång på svenska, Som en saga (på hans album med samma namn), till Desperados melodi. Ulf Lundell har gjort en svensk översättning som finns med på hans album Sweethearts från 1984. En annan text på svenska, skriven av Stefan Lagström, spelades in av Elisabeth Andreassen på albumet Älskar, älskar ej 1988. Musikaliskt påminner Håkan Hellströms Nu kan du få mig så lätt om låten.  
2003 spelade Jill Johnson in en cover på sången på sitt album "Roots and Wings". 
2005 spelade Westlife in en cover på sången på sitt album "Face to Face".